# 李立 (1908年)
李立（1908年8月—2006年1月19日），原名李國華，男，江西永新人，中国政治人物。第五、六屆全國政協常委，全國人大常委會法制工作委員會委員，十六大特邀代表，中國作家協會會員。

## 生平
中学文化。1927年2月加入中國共產黨。在永新参加工会并任工会小组长，永新县小江乡苏维埃政府主席，中共宁冈县磐市区委书记、县委常委，少共宁冈县委书记，少共湘赣省委委员，中共酃县县委书记，中共永新县委书记。1934年任红六军团政治部民运部部长，中共永顺中心县委书记，中共湘鄂川黔边区省委委员、边区少共省委书记。参加了长征。
抗战时期，延安中共中央党校学习并兼党支部书记，任中共中央党务委员会科长，在延安马列学院学习并兼党总支部干部科科长，任中央直属机关党委书记，八路军南下支队政治部副主任。
第二次国共内战时期，任中共鄂东区委书记，中共中央组织部干部科科长，中央土改工作团晋绥工作分团团长，中共河南南阳地委书记。
1949年起先后任江西省委委員、省委交通部部长；吉安地委書記兼军分区政委；华中钢铁公司副总经理，中共中央中南局组织部副部长。1954年11月河南省委委員、洛陽市委第一書記。中共八大代表。1956年7月任中共河南省委常委、洛阳市委第一书记。1958年10月河南省委書記處書記。1960年10月中共中央中南局常委、組織部部長。1961年9月－1962年2月兼任中南局监察委员会书记。1964年11月任貴州省委書記處書記、1965年7月兼任貴州省省長。1965年11月－1966年11月任中共中央西南局委员。1967年2月受冲击下台。1969年當選為中共第九屆中央候補委員。1967年7月－1977年11月任贵州省革委会副主任（1967年12月－1971年5月任贵州省革委会党的核心小组成员）；1971年5月－1977年4月任中共贵州省委副书记。中共十大代表。1977年－1979年在中共中央党校学习。1979年2月任全国人大常委会法制委员会委员。